# Federazione di hockey su ghiaccio della Germania
La Federazione tedesca di hockey su ghiaccio (ted. Deutscher Eishockey-Bundc, DEB) è la federazione nazionale di hockey su ghiaccio della Germania.

## Storia
La federazione tedesca di hockey su ghiaccio nacque ufficialmente il 16 giugno 1963, nonostante la federazione tedesca degli sport invernali (Deutscher Eissport-Verband) si fosse già affiliata alla International Ice Hockey Federation il 19 settembre 1909. La Deutscher Eishockey-Bund a differenza del passato prese in gestione anche i campionati nazionali, oltre alla squadra nazionale.
Al momento della fondazione l'area di competenza della federazione era limitata alla Repubblica Federale Tedesca e a Berlino Ovest, mentre dopo la riunificiazione a partire dal 1990 la DEB ebbe pieno potere su tutto il paese.

## Competizioni
Fino al 1994 la DEB organizzava tutte le competizioni sul suolo nazionale, in particolare il massimo campionato della Bundesliga, tuttavia la successiva Deutsche Eishockey Liga se ne distaccò, essendo gestita indipendentemente dai proprietari delle squadre iscritte. La DEB gestisce il secondo campionato per importanza, la 2. Eishockey-Bundesliga, oltre alla Oberliga (terza divisione), le federazioni regionali e le nazionali maschile e femminile.
Dopo venti anni dalla sua nascita la DEL nell'aprile del 2015 tornò ad essere amministrata dalla federazione nazionale di hockey su ghiaccio.

## Funzionari

### Presidenti
- 1963/64 Ludwig Zametzer (Füssen)/ Dr. Günther Sabetzki (Düsseldorf) co-Presidenti
- 1964-1992 Otto Wanner (Füssen)
- 1992-1995 Ulf Jäkel (Kaufbeuren)
- 1995-2002 Rainer Gossmann (Düsseldorf)
- 2002-2008 Hans-Ulrich Esken (Schwerte)
- 2008-2010 ad interim: Uwe Harnos (Kaufbeuren)
- 2010-     Uwe Harnos (Kaufbeuren)

### Vice Presidenti
- 1964-1984 Dr. Günther Sabetzki (Düsseldorf)
- 1984-1988 Dr. Ernst Eichler (Mannheim)
- 1988-1991 Rudolf Gandorfer (Landshut)
- 1991-1993 Heinz Landen (Köln)
- 1993-1995 Dr. Wolfgang Bonenkamp (Düsseld.)
- 1995-2002 Rudolf Schnabel (Nürnberg)
- 2002-2008 Uwe Harnos (Kaufbeuren)
- 2002-2010 Bodo Lauterjung (Ingolstadt)
- 2002-2002 Jochen Haselbacher (Hannover)
- 2004-2008 Wolfgang Brück (Iserlohn)
- 2008-     Erich Kühnhackl (Landshut)
- 2010-     Manuel Hüttl (Thaining)
- 2010-     Ramund Schneeweis (Hamm)

### Direttori
- 1970-86 Roman Neumayer (Olching)
- 1986-92 Helmut Bauer (Garmisch-P.)
- 1992 Franz Reindl (Garmisch-P.)